# 비디오 인 비디오 아웃
비디오 인 비디오 아웃(Video In Video Out, 줄여서 비보, VIVO)는 영상을 외부에서 받아들이거나, 텔레비전과 같은 영상 매체로 내보내는 비디오 기술 중의 하나이다. ATI의 레이디언와 엔비디아의 지포스 시리즈에서 지원하고 있다.
기본적으로 컴포지트 비디오, S-비디오, 컴포넌트 비디오 단자를 사용하며, 텔레비전의 역할을 대신할 수 있으며, 물론 컴퓨터 내부로 받아들인 영상은 실시간으로 저장할 수 있다. 이러한 예는 인터넷에 프로그램가 녹화된 영상 파일이다.

## 같이 보기
- S 비디오
- YPbPr